# Кашина Мостиоли (Верчели)
Кашина Мостиоли је насеље у Италији у округу Верчели, региону Пијемонт.
Према процени из 2011. у насељу је живело 11 становника. Насеље се налази на надморској висини од 122 м.